# Vállásjjávrásj
Vállásjjávrásj, enligt tidigare ortografi Vallatj-Jauratj, är en sjö i Jokkmokks kommun i Lappland och ingår i Luleälvens huvudavrinningsområde. Sjön har en area på 0,0708 kvadratkilometer och ligger 469 meter över havet. Vallatj-Jauratj ligger i Kvikkjokk-Kabla fjällurskog Natura 2000-område och avvattnas av vattendraget Vállásjjåhkå - ett biflöde till Njoatsosjåhkå.

## Delavrinningsområde
Vállásjjávrásj ingår i det delavrinningsområde (743990-157928) som SMHI kallar för Ovan Tjuoltajåkkå. Medelhöjden är 577 meter över havet och ytan är 22,47 kvadratkilometer. Räknas de 10 avrinningsområdena uppströms in blir den ackumulerade arean 216,65 kvadratkilometer. Gamájåhkå som avvattnar avrinningsområdet har biflödesordning 2, vilket innebär att vattnet flödar genom totalt 2 vattendrag (Lilla Luleälv, Luleälven) innan det når havet efter 311 kilometer. Avrinningsområdet består mestadels av skog (77 procent) och kalfjäll (14 procent). Avrinningsområdet har 0,44 kvadratkilometer vattenytor vilket ger det en sjöprocent på 2 procent.